# Menu démarrer

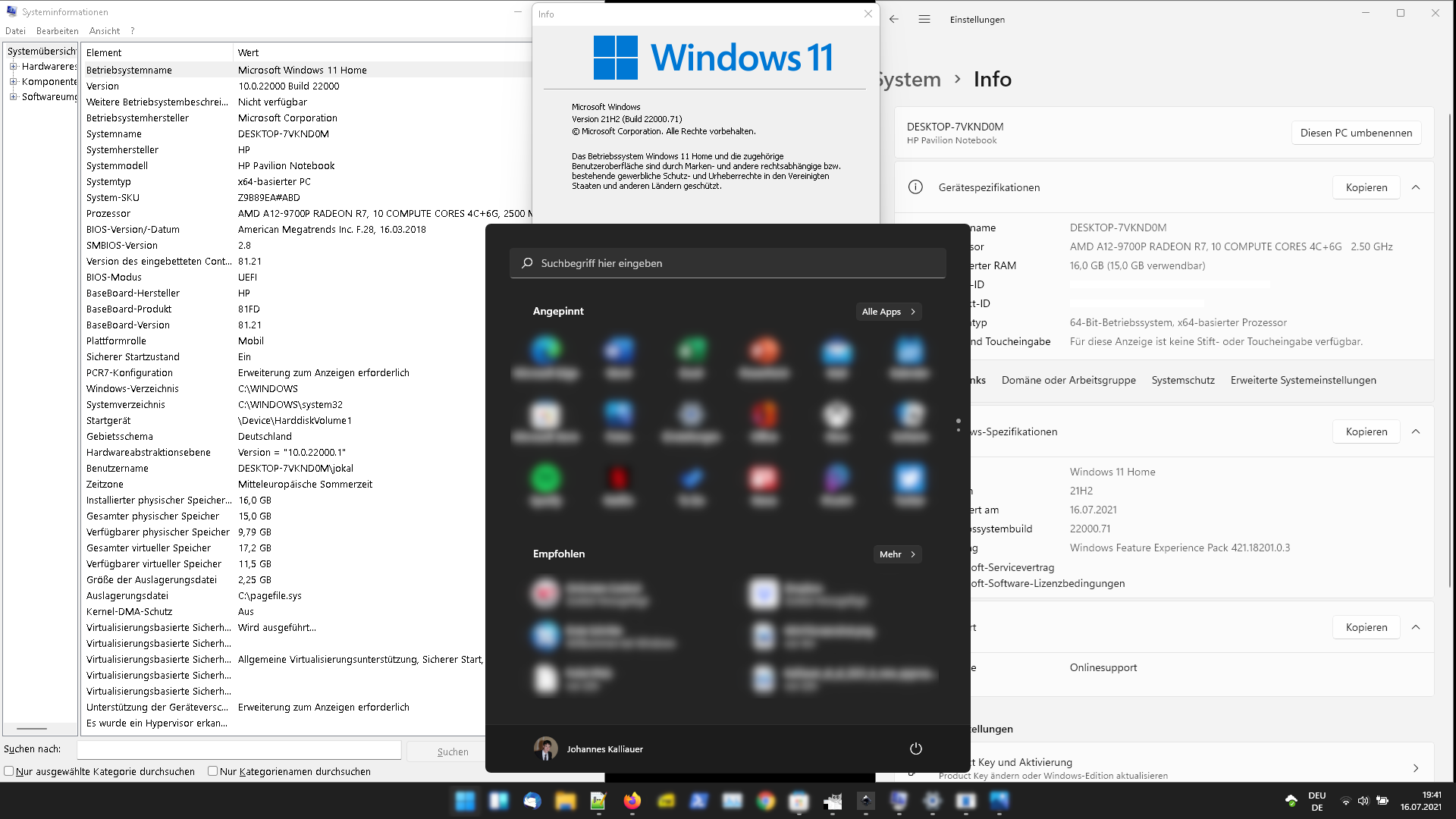
Copie écran Windows 11

Le menu démarrer est le menu principal de l’interface graphique de la série des systèmes d’exploitation Microsoft Windows. Il a été conçu comme le point de départ pour commencer un travail ou lancer des programmes informatiques.
Le menu démarrer apparaît pour la première fois dans Windows 95. À l'époque, son nom (Start en anglais) avait suscité une campagne publicitaire ponctuée par la chanson Start Me Up des Rolling Stones, dont les droits avaient coûté 14 millions de dollars à Microsoft.
Le menu est ouvert en cliquant sur un bouton situé en bas à gauche de l'écran, dans la barre des tâches ou à l'aide de la touche Windows. Ce bouton est identifiable par le logo de Windows ; jusqu'à Windows Vista, ce logo était accompagné du mot « Démarrer », mais à partir de Windows Vista, le mot disparaît, et seul le logo subsiste, dans un bouton devenu circulaire, puis rectangulaire dans Windows 10.
Ce menu démarrer permet aussi de lancer une recherche quand on commence à écrire.
Dans Windows 11, sorti le 5 octobre 2021, l'icône du menu démarrer est désormais centrée par défaut. Les utilisateurs ont cependant la possibilité de remettre l'icône à gauche, comme sur les versions précédentes de Windows.

## Emplacement du répertoire correspondant
Dans Windows 7 (ainsi que Windows XP, Windows Vista et Windows Server 2008), le menu affiché correspond au contenu des répertoires %appdata%\Microsoft\Windows\Start et %programdata%\Microsoft\Windows\Start ; par défaut, cela correspond à deux répertoires dans l'arborescence "Documents and settings" et "Program files".

## Modern UI

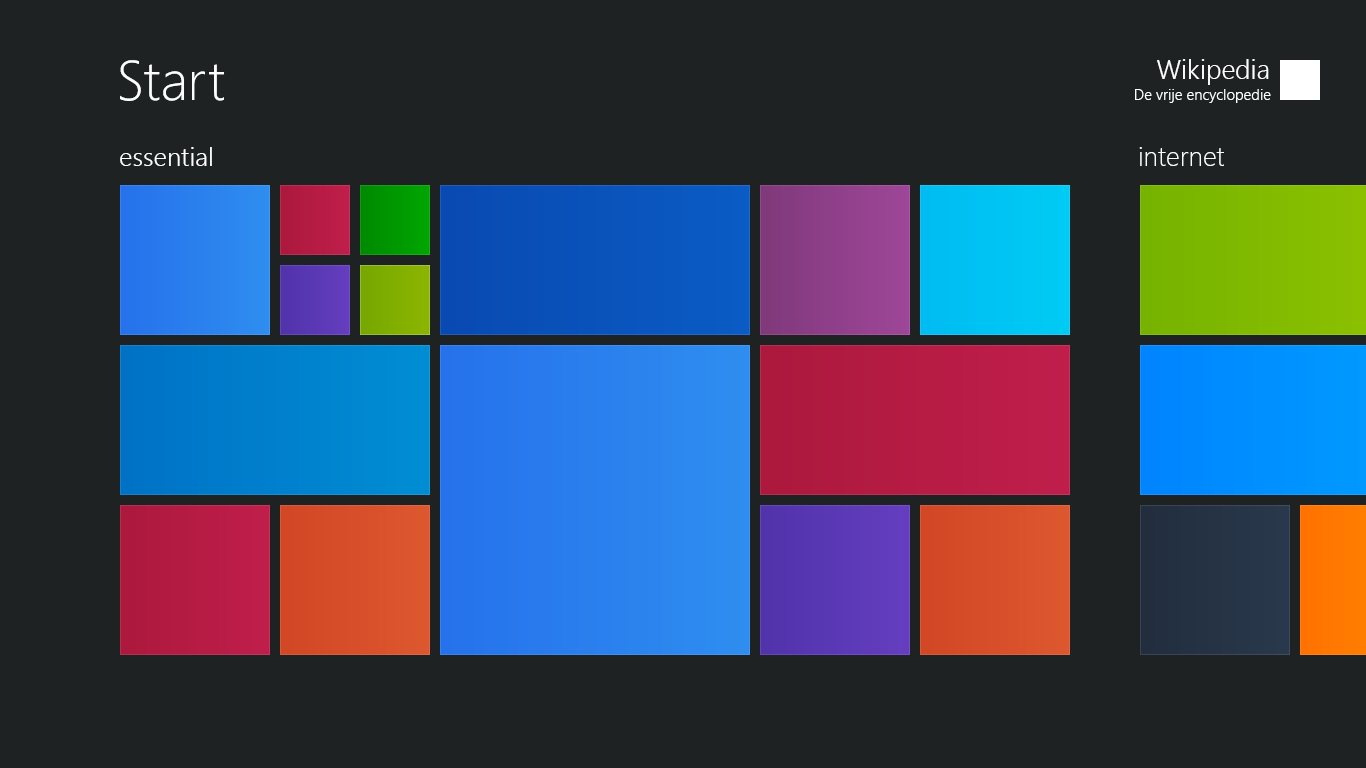
Aperçu du menu démarrer avec le style Modern UI

Dans Windows 8 et Windows 8.1 , Microsoft a remplacé le Menu démarrer par un écran d'accueil (home screen) et un écran des applications (drawer) au style Modern UI; mais on peut quand même rajouter le menu démarrer identique à Windows 7 grâce au programme open source Classic Shell.
Dans Windows 10, Microsoft propose un nouveau menu des applications qui combine l'ancien Menu démarrer adapté à l'environnement de bureau classique et un nouvel écran d'accueil de type UWP plus accessible à un environnement mobile ou tactile.